# Serik (Landkreis)
Serik ist ein nach der gleichnamigen Landkreishauptstadt Serik benannter Landkreis der türkischen Provinz Antalya. Er liegt zwischen den Landkreisen Antalya und Manavgat. Der Landkreis hat 130.589 Einwohner (Stand 2020).
Serik ist als touristisches Ziel vor allem durch die Gemeinde Belek bekannt, wo sich zahlreiche Hotels befinden. Des Weiteren sind die Ruinen von Aspendos und Sillyon erschlossen. Im Norden liegt der gebirgige Köprülü-Kanyon-Nationalpark.
In Serik befinden sich folgende Ortschaften:
- Abdurrahmanlar
- Belek
- Belkıs
- Boğazkent
- Çandır
- Gebiz
- Kadriye
- Karadayı
- Serik
- Yukarıkocayatak